# David Farragut
David Glasgow Farragut (Knoxville, Tennessee, 5 de juliol de 1801 - Portsmouth, Nou Hampshire, 14 d'agost de 1870) fou un militar estatunidenc, fill del militar menorquí Jordi Ferragut Mesquida. De molt jove ingressà a l'armada. Fou el primer oficial major de la Marina dels Estats Units d'Amèrica durant la Guerra civil americana, i va esdevenir el primer contraalmirall, el primer vicealmirall i el primer almirall. El 1861 organitzà el blocatge de la costa americana des de Chesapeake a Rio Grande per a evitar els proveïments als Estats Confederats d'Amèrica.
El 1862 conquerí Nova Orleans i poc després tota la línia del riu Mississipi, en col·laboració amb el general Ulysses Simpson Grant. Però la veritable fama l'assolí el 1864 després de la conquesta de badia de Mobile, aleshores el principal arsenal sudista, i que deixà la guerra gairebé decidida. Té estàtues a moltes ciutats dels Estats Units, i fins i tot una a Ciutadella de Menorca, la ciutat del seu pare, i de la que fou declarat Fill adoptiu.

## Infància i carrera militar
Farragut va ser fill de Jordi i Elizabeth Farragut. El seu pare era natural de Ciutadella de Menorca i la mare, d'origen escocès i irlandès. El seu pare, Jordi Ferragut Mesquida, fou capità de vaixell mercant de Menorca, fill d'Antoni Farragut i Joana Mesquida. Es va unir a la causa revolucionària americana després d'arribar a Amèrica el març de 1775, just quan va canviar el seu nom a George.
Els Farragut van migrar a l'Oest, a Tennessee, després que George acabés els seus serveis a la Revolució Americana. David Farragut va néixer a Lowe's Ferry, al riu Holston (avui Tennessee), a poques milles de l'estació de Campbell, prop de Knoxville, on residia la seva família. El poble natal avui porta el seu nom, Farragut. El nom de naixement d'en David era James, però va ser canviat el 1812 després de la seva adopció pel futur Capità de la marina David Porter el 1808.
David Farragut va entrar a la marina el 17 de desembre de 1810. En la guerra angloamericana de 1812, quan només tenia 12 anys, se li donà el comandament d'un vaixell anomenat USS Essex i el va portar a port de manera segura. Va ser ferit i capturat durant el creuer de l'Essex per a la badia de Valparaíso (Xile) el 28 de març de 1814, però fou alliberat l'abril de 1815 en un intercanvi. En els anys següents, després d'una missió rere una altra, va demostrar l'alta capacitat i sentit del deure que li permetria fer una gran contribució en la victòria de la Unió durant la Guerra Civil i escriure una famosa pàgina en la història de la marina dels Estats Units.

## Guerra civil americana

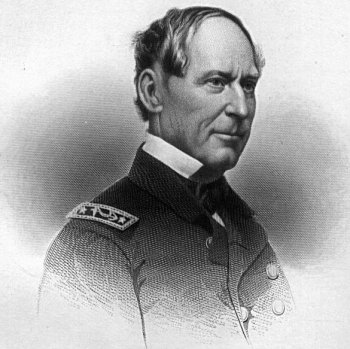
Almirall David Glasgow Farragut

En el comandament de l'esquadró de blocatge de l'oest del Golf de Mèxic, amb la seva bandera a bord de l'USS Hartford, es va fer càrrec de Fort Jackson, de Fort St. Philip i de Chalmette (Louisiana), de les bateries per prendre el port i la ciutat de Nova Orleans (Louisiana) el 29 d'abril d'aquell any, un fet decisiu en la guerra. Els Estats Units van honorar el seu gran mariner després d'aquell fet amb la creació del rang d'almirall (rear admiral) el 16 de juliol de 1862, un rang mai emprat abans a la Marina nord-americana (fins llavors, la Marina dels Estats Units s'havia resistit a l'ús del rang d'almirall preferint el terme d'oficial major, per diferenciar-se de les tradicions de les marines europees). Després va defensar Vicksburg (Mississipi) sense èxit, i la seva flota de 38 vaixells es va haver de retirar el juliol de 1862.
Va ser un comandant agressiu i no sempre cooperatiu. En el setge de Port Hudson, el pla era que la flota de Farragut passaria pels canons de la fortalesa confederada amb el suport d'un atac per terra per part de l'Exèrcit del Golf comandat pel general Nathaniel Banks, que començaria a les 08:00 del matí del 15 de març de 1863. Farragut va decidir unilateralment avançar el seu atac a les 21:00 hores del dia 14 de març i iniciar la seva carrera abans que les forces de terra de la Unió estiguessin en posició. L'atac descoordinat va permetre els confederats concentrar-se en la flota de Farragut i infligir greus danys en els seus vaixells de guerra.
El grup de combat de Farragut es va veure obligat a retirar-se amb només dos vaixells en condicions de passar el canó del bastió de la Confederació. Després de sobreviure a la batalla, Farragut no va prendre part en la batalla de Port Hudson i en general Banks a continuar el setge sense l'avantatge del suport naval. L'exèrcit de la Unió va fer dos gran atacs a la fortalesa i els dos van ser rebutjats amb grans pèrdues. La flota de Farragut estava fragmentada, però encara va ser capaç d'un bloqueig a la boca del riu Roig (Red River) amb els altres dos vaixells de guerra, però no patrullar eficientment la secció del Mississipi entre Port Hudson i Vicksburg. La decisió de Farragut va resultar costosa per la Marina i l'Exèrcit de la Unió, que van patir la més alta taxa de víctimes de la Guerra Civil a la batalla de Port Hudson.
Vicksburg es va entregar el 4 de juliol de 1863, deixant a Port Hudson com l'últim reducte confederat al riu Mississipi. El general Banks va acceptar la rendició de la guarnició confederada a Port Hudson el 9 de juliol de 1863, acabant el setge més llarg en la història militar dels Estats Units. El control del riu Mississipi va ser la peça central en l'estratègia de la Unió per guanyar la guerra, i amb la rendició de Port Hudson, la Confederació quedava separada en dos.
El 5 d'agost de 1864, Farragut aconseguia una gran victòria en la Batalla de la Badia de Mobile. Mobile era el darrer gran port de la Confederació obert al Golf de Mèxic. La badia estava fortament minada (les mines marines eren conegudes com a torpedes en aquella època). Quan l'USS Tecumseh va ferir una mina i es va enfonsar, els altres es van començar a retirar. En veure els vaixells en retirada des del seu vaixell insígnia, el USS Hartford, Farragut va cridar a través d'una trompeta "Quin és el problema?" a l'USS Brooklyn. "Torpedes!" va ser la resposta. Llavors Farragut va cridar la seva famosa cita "Damn the torpedoes!" (Al diable els torpedes!) "Quatre campanes. Capità Drayton, endavant! Jouett, a tot estrop!". La major part de la flota va tenir èxit en la seva entrada a la badia. Llavors Farragut va obtenir el triomf amb l'oposició de les bateries pesants a Fort Morgan i Fort Gaines i va derrotar l'esquadra de l'Almirall Franklin Buchanan.
Farragut va ser ascendit a Vicealmirall el 21 de desembre de 1864, i a Almirall (full admiral) el 25 de juliol de 1866, després de la guerra.

## Mort
El darrer servei actiu de l'almirall Farragut va ser el comandament de l'Esquadra Europea, amb la fragata Franklin com el seu vaixell insígnia, i va morir a l'edat de 69 anys a Portsmouth, Nou Hampshire. Està enterrat al cementiri de Woodlawn, al barri del Bronx de la Ciutat de Nova York i la seva sepultura consta al Registre Nacional de Llocs Històrics (National Register for Historic Places).